# Brastad
Brastad est une localité de Suède située dans la commune de Lysekil du comté de Västra Götaland. Elle couvre une superficie de 1,85 km2. En 2010, elle compte 1 846 habitants.

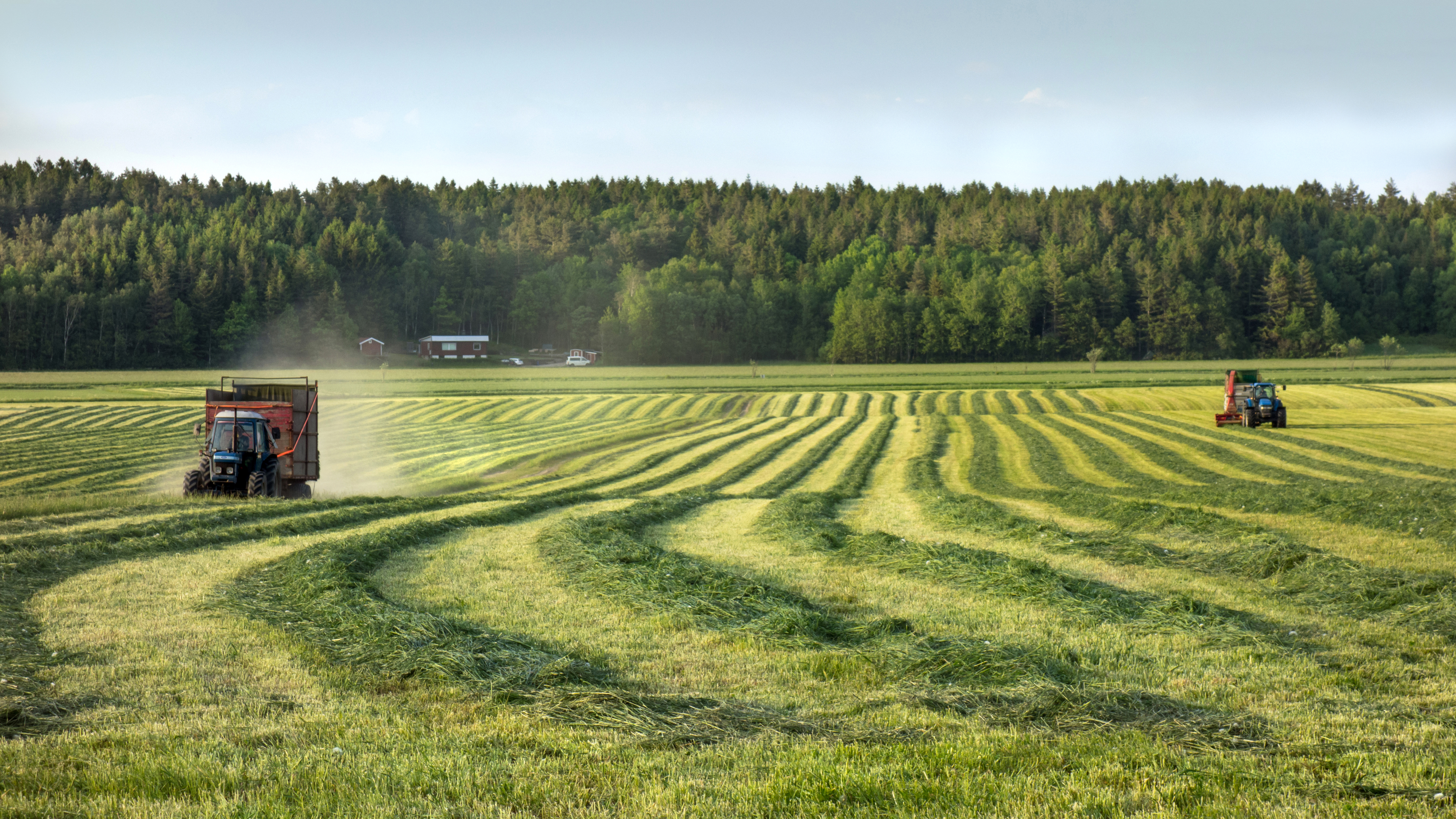
Agriculture à Brastad.
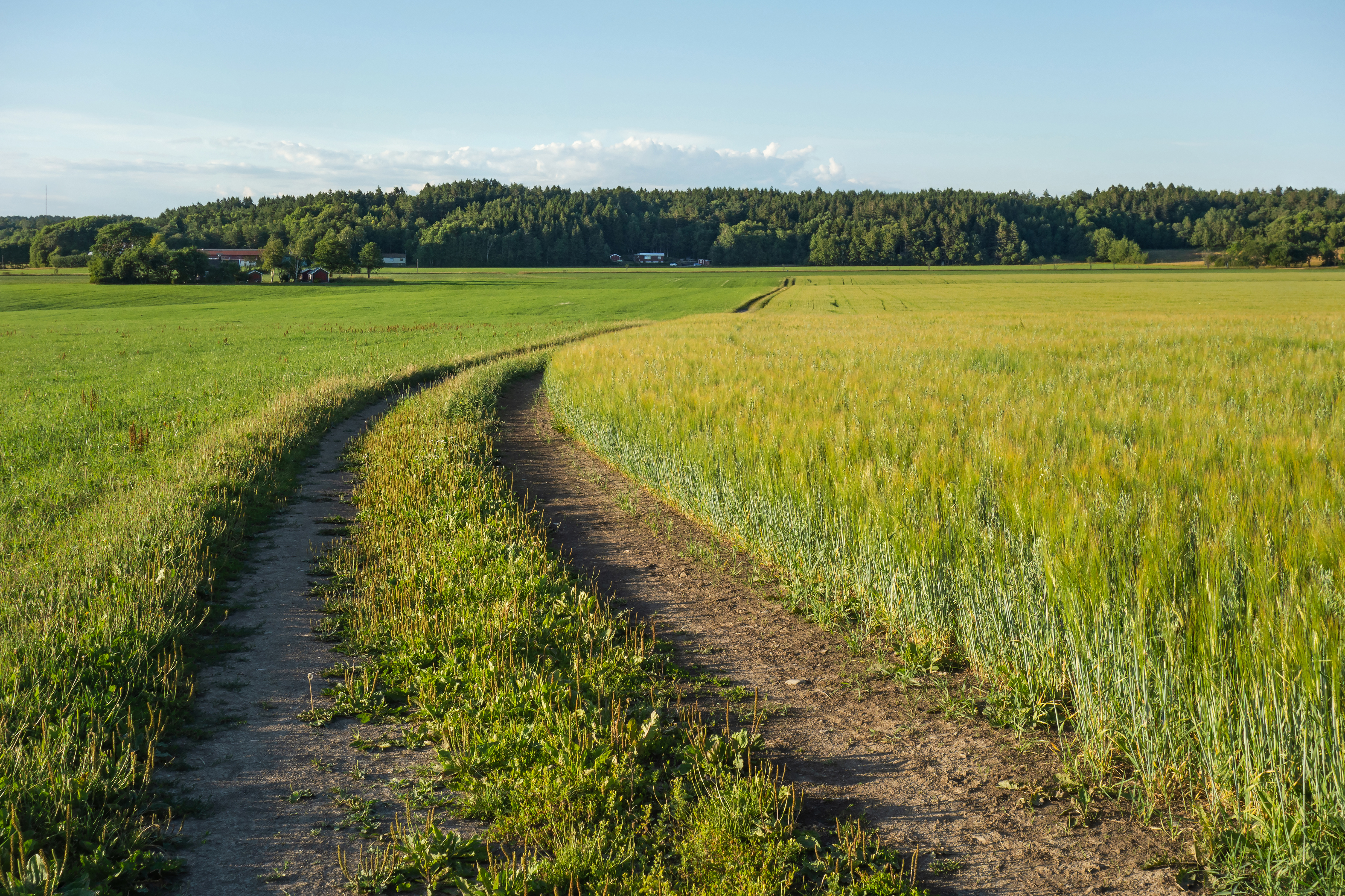
À Brastad, champ avec avoine cultivée, seigle ; du grand plantain dans le chemin ; sur la gauche de l'herbe pour l'ensilage. Juillet 2018.
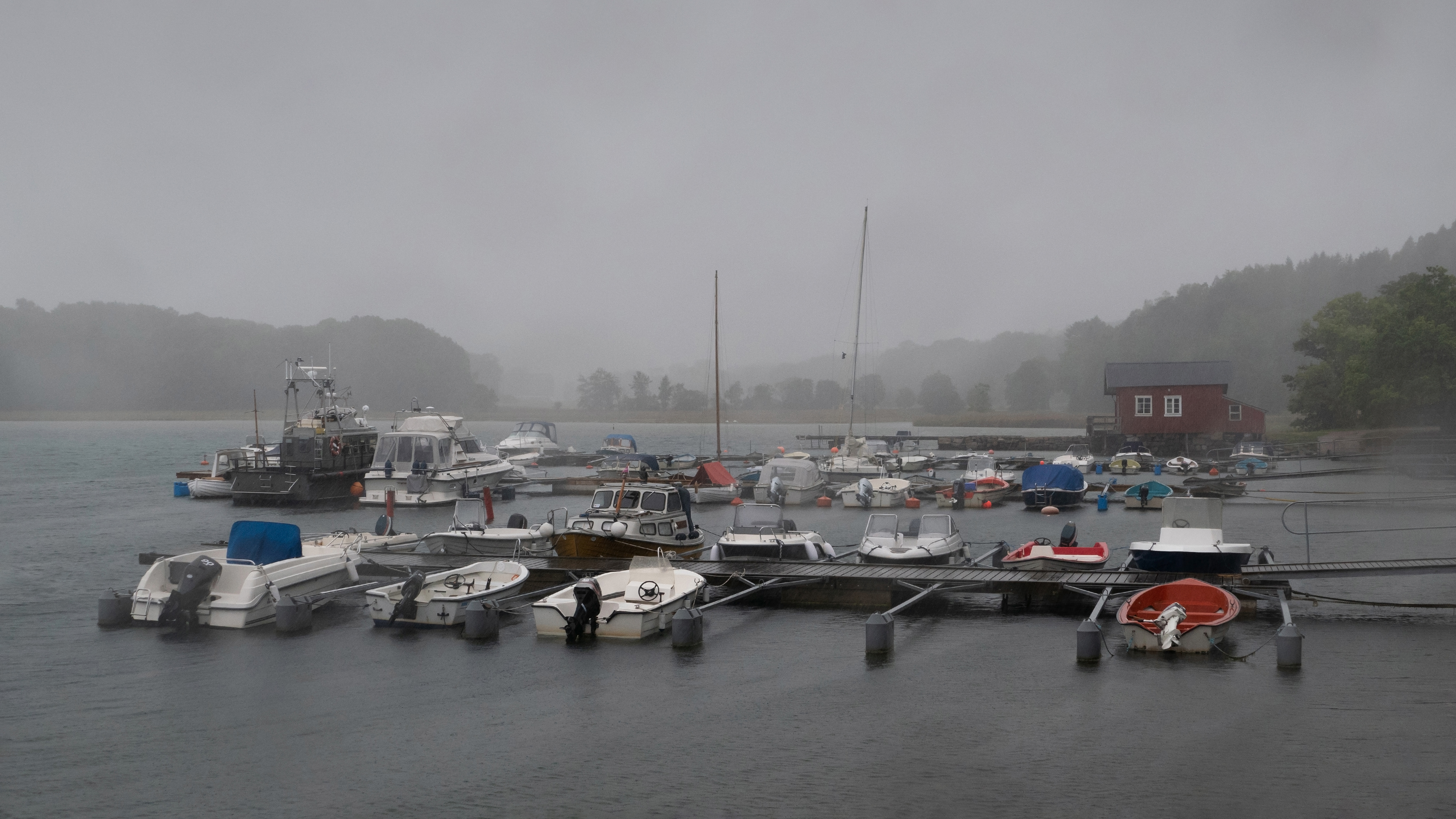
Pluie sur Holma marina à Brastad. Aout 2018.
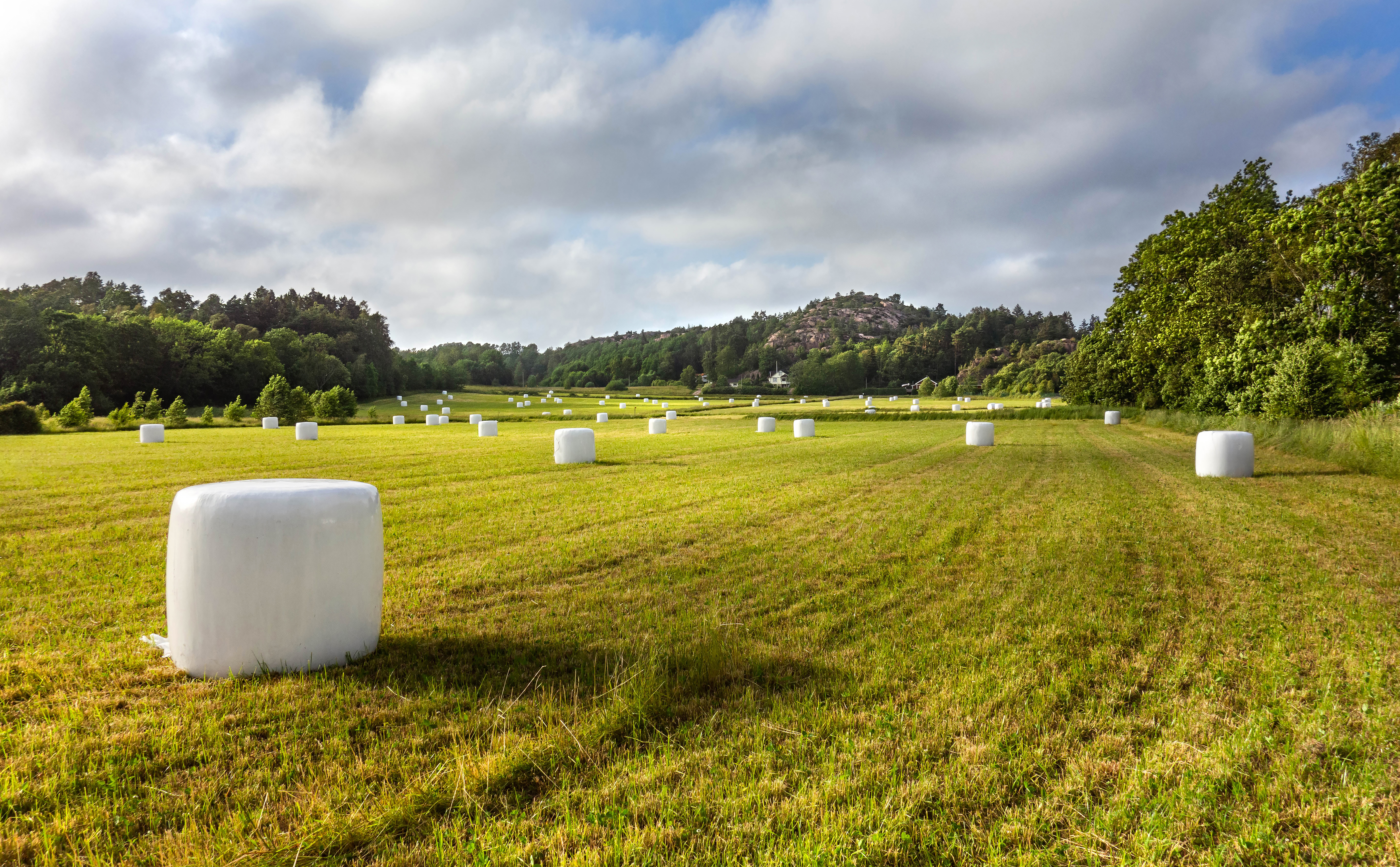
Champ dans le village de Brastad, avec des balles pour l'ensilage. Juin 2019.
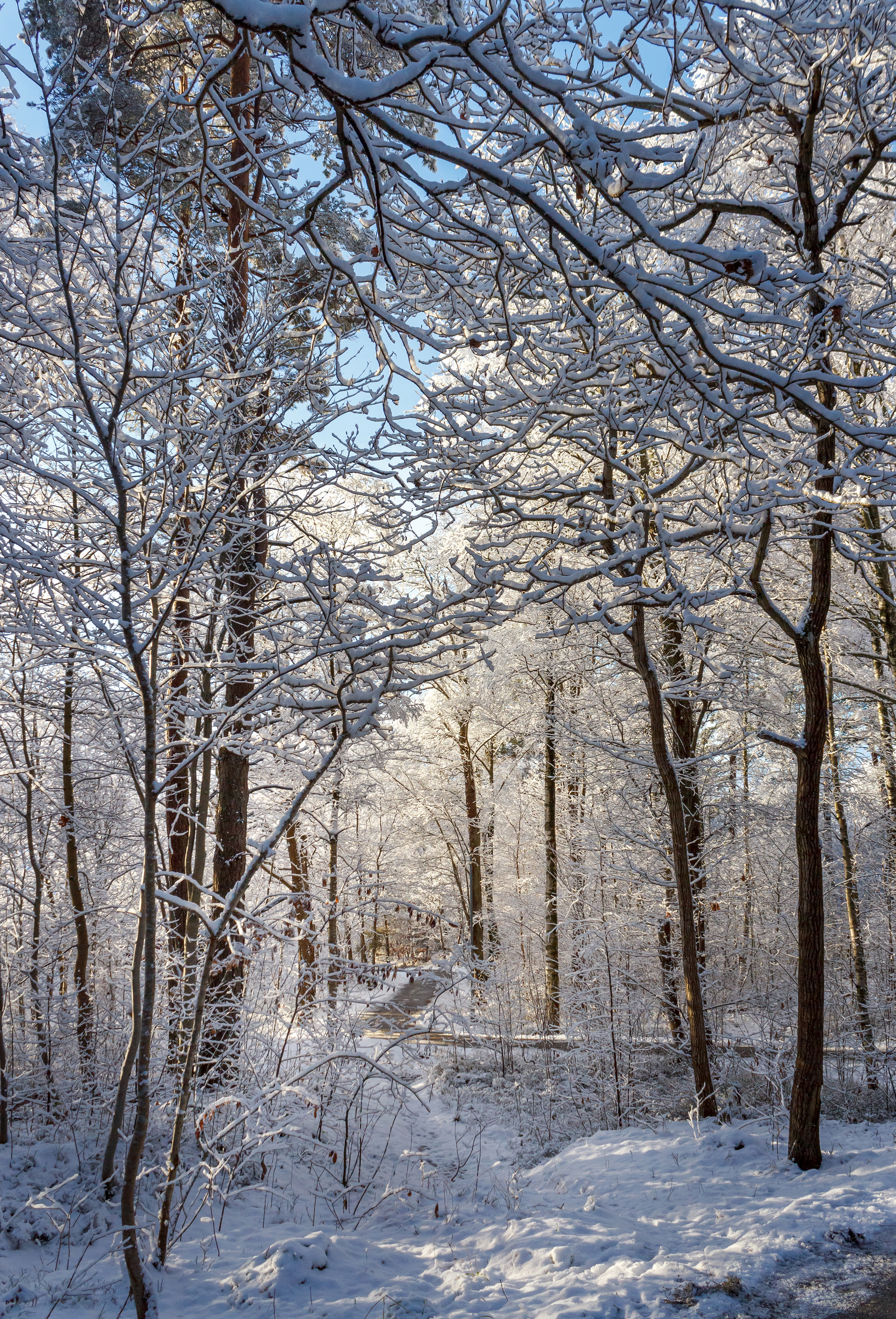
Nouvelle neige sur une forêt de jeunes arbres, surtout des chênes, le long d'un chemin près de Tuntorp à Brastad. C'est le milieu de la journée, mais l'hiver le Soleil reste bas. Janvier 2023.